# Cabinet Entertainment
Cabinet Entertainment anteriormente conhecida como Paradox Entertainment é uma empresa que trata de propriedades intelectuais e que produz seus próprios filmes. Todos os negócios são conduzidos a partir do escritório principal em Los Angeles, Estados Unidos. A empresa em direitos autorais sobre várias séries de RPG de mesa, incluindo Bran Mak Morn, Kull of Atlantis, Solomon Kane, Mutant, Mutant Chronicles, Warzone, Kult, e Chronopia, além de Conan the Barbarian.

## Histórico
A empresa começou fazendo jogos baseados no remanscente da companhia Target Games, que se tornou uma fabricante de softwares de jogos de estratégia a partir de 1995. No início, começou a fazer um software baseado no jogo de tabuleiro Svea Rike. Com o sucesso do jogo, a companhia continuou a investir em software de entretenimento, e em 1999 a empresa se dividiu em duas entidades: Paradox Interactive, que focava na produção de jogos de computador, e Paradox Entertainment, que tinha foco em produzir tabuleiros para role-playing games.
Em 2004, a empresa mudou seus negócios para Los Angeles. Neste momento, a operação de Estocolmo virou a sede da Paradox Interactive.
Em 21 de agosto de 2011, o dia em que o filme Conan de 2011 foi lançado, a SLMI (Stan Lee Media Inc) processou (sem sucesso) Paradox Entertainment, Conan Sales Co., Arthur Lieberman e outros sobre os direitos de Conan enquanto afirmam que Conan estava indevidamente transferido para a Conan Sales Co. e vendido para o Paradox.
A nova empresa do Fredrik Malmberg, Cabinet Entertainment, (através da Cabinet Holdings) adquiriu a Paradox Entertainment Inc. e todas as subsidiárias e suas propriedades, incluindo as propriedades de Robert E. Howard: Conan, Kull e Solomon Kane, bem como as propriedades originais da Target/Paradox como Mutant Chronicles/Warzone, Kult, Chronopia e Mutant. O preço de compra de todas as ações no PEINC é de US$ 7 milhões em dinheiro.

## Conexões com outras empresas
Cabinet Entertainment costumava ser listado publicamente em Estocolmo, Suécia. A empresa chamada Paradox Entertainment listada na OMX Nasdaq agora é chamada Sensori AB e está lidando com suprimentos médicos. Especificamente, a Paradox Entertainment AB (a empresa sueca, listada) vendeu todas as suas operações para a Paradox Entertainment Inc (sua subsidiária americana). A Aktiebolag (AB) adquiriu suas novas operações médicas comprando Akloma Tinnitus AB e mudando seu nome, enquanto o Inc foi comprado pelo seu CEO anterior Fredrik Malmberg através da Cabinet.
Paradox Interactive, com base em Estocolmo, é uma entidade completamente separada, que já não faz parte da Paradox Entertainment.

## Filmografia[16]
Inclui créditos de produtor e produtor executivo para o CEO da Cabinet, Fredrik Malmberg.
- Mutant Chronicles (2008)
- Solomon Kane (2009)
- Conan the Barbarian (2011)
- Setup (2011)
- Freelancers (2012)
- Fire with Fire (2012)
- Ain't Them Bodies Saints (2012)
- Reasonable Doubt (2014)
- The Frozen Ground (2013)
- Reclaim (2014)